# François Lindemann
François Lindemann (* 17. September 1950 in Lausanne) ist ein Schweizer Jazz-Pianist, Perkussionist, Bandleader und Komponist.

## Leben
François Lindemann studierte klassisches Piano am Konservatorium von Lausanne und kam dann zum Jazz durch die Beschäftigung mit der Musik der Jazz Messengers, Clifford Brown und John Coltrane. Nach Versuchen mit einem eigenen Orchester und einigen Kompositionen (1969) spielte er Free Jazz mit dem 1974 gemeinsam mit Jean-Luc Barbier gegründeten Quartett CM 4 (1974), mit dem er zwischen 1974 und 1981 in Clubs und auf Festivals in der Schweiz und Frankreich auftrat. Für den Mitschnitt des Konzerts beim Montreux Jazz Festival 1975 erhielt die Gruppe in Spanien eine goldene Schallplatte. 
Seitdem arbeitete Lindemann als Komponist und Leiter eigener Formationen wie seinem Quintett (1985) und einem Oktett (1989), in dem u. a. der Bassist Léon Francioli, der Trompeter Matthieu Michel und der Posaunist Robin Eubanks spielten. Mit dieser Band gastierte er auch in den USA.
Parallel zu diesen Aktivitäten spielte er im 1980 gegründeten Duo mit dem chilenischen Pianisten Sebastián Santa María; 1986 gründeten sie Piano Seven, eine Formation mit sieben Pianisten, die in der Schweiz und in Asien gastierte. Lindemann trat ausserdem als Solist auf und arbeitete mit dem Projekt Gongs in Thailand, das 1997 zu der Aufführung Swiss Jazz Meets Music from Thailand führt. 2001 arbeitete er im Trio E.L.P. und gab verschiedene Konzerte in Bangkok. Gegenwärtig arbeitet er mit seinem Quintett, zu dem Guillaume Perret und Jean-Lou Treboux gehören, und kleineren Formationen.
Lindemann arbeitete ausserdem mit Carla Bley, Steve Swallow, Alvin Queen, Woody Shaw, Glenn Ferris und Curtis Fuller.

## Diskographische Hinweise
- Different Masks (Plainisphare, 1989, mit Matthieu Michel, Robin Eubanks, Maurice Magnoni, Yvan Lischer, Olivier Rogg, Ivor Malherbe, Marc Erbetta)
- Montreux Jazz & Swiss Movement Live in U.S.A. (Evasion, 1991, mit Erik Truffaz, Matthieu Michel, Robert Morgenthaler, Ian Gordon-Lennox, Jean-Jacques Pedretti, Maurice Magnoni, Yvan Lischer, Olivier Rogg, Ivor Malherbe, Marc Erbetta)
- Piano Seven 7 Pianos and Percussion (TCB 2001, mit Jakub Groos, Michel Bastet, Olivier Rogg, Pierre-Luc Vallet, Valentin Peiry, Yannick Délez, Cyril Régamey)
- Best of Piano Seven (TCB 2001, mit Pascal Auberson, Michel Bastet, Jacques Demierre, Gaspard Glaus, Thierry Lang, Lee Maddeford, Sebastian Santa Maria, Brigitte Meyer, Daniel Perrin, Olivier Rogg, Alex Theus; rec. 1997–2001)
- Friends (TCB 2011, mit Glenn Ferris, Flavio Boltro, Michel Benita, Jean-Lou Treboux, Alvin Queen, Ganesh Geymeier, Marie-Charlotte Jahn, Linda Jozefowski, Thibault Leutenegger, Charly Vilmart, Maxence Sibille, Samuel Blaser, Guillaume Perret, Yannick Barman, Marcello Giuliani, Cyril Régamey)